# Dynamene curalii
Dynamene curalii là một loài chân đều trong họ Sphaeromatidae. Loài này được Holdich & Harrison miêu tả khoa học năm 1980.